# Minbar (software)
Minbar é uma aplicação para GNU/Linux que indica o momento em que os muçulmanos devem orar. Ele roda em segundo plano como um ícone na bandeja e joga o "athan" (chamada para a oração) com momentos de oração. Minbar trabalha com os principais métodos de cálculo, como a Liga Muçulmana (padrão), Shafi'i e Hanafi.  muçulmanos observam salah cinco vezes por dia, e Minbar ajuda a lembrar de momentos de oração diária.